# Kuhnbach (Fichtenberger Rot)
Der Kuhnbach ist ein über 3 km langer Waldbach im Rems-Murr-Kreis im nördlichen Baden-Württemberg, der in Großerlach-Böhringsweiler von rechts in die Fichtenberger Rot mündet.

## Quelle und Verlauf
Der Kuhnbach entsteht am Ostabhang des Steinbergs südlich von Wüstenrot und wenig nordwestlich der Waldwiese Seewiesen, eben noch auf Spiegelberger Gemarkung in etwa 525 m ü. NN und beginnt dort seinen beständigen Lauf nach Osten. Bald schon nimmt er in einer Talspinne die Seitenäste Gabelesbach, Greutbach (beide von links), dann Pflanzschulbach (von rechts) auf, die alle mit 0,6 km dort kaum kürzer als er selbst sind. Weiter talab folgen von links der Schloßweidenbach und von rechts der Kuhstallbach etwa gleicher Länge. Danach erreicht ihn sein mit 1,5 km längster und rechter Zufluss Kohlbach. Etwa 0,8 km weiter talab tritt er zum ersten Mal aus dem Wald und mündet dann nach wenigen hundert Metern in freier Flur von links auf etwa 445 m ü. NN nach 3,3 km Laufs bei Großerlach-Böhringsweiler in die Fichtenberger Rot.

## Einzugsgebiet
Der Kuhnbach entwässert ein geschlossenes Waldgebiet, das sich von der Kette der Schwarzjurakuppen Hermlesberg, Greut und Steinberg in Süd bis West, die Höhen von bis zu 565,7 m ü. NN erreichen, bis ungefähr zur K 1814 Wüstenrot – Böhringsweiler in größter Ausdehnung 1,7 km weit nach Norden erstreckt. In West-Ost-Richtung zieht es sich etwa 2 km weit vom Steinberg bis zum Zufluss des Kohlbachs. Die Zuflüsse des Oberlaufs hierin sind fein und recht symmetrisch aufgefächert. Unterhalb engt sich das Einzugsgebiet, das insgesamt etwa eine Fläche von 3,3 km² einnimmt, stark ein, und auch der Wald zieht sich auf einen schmalen bachbegleitenden Streifen zusammen.
Im Nordwesten grenzt das Einzugsgebiet des Tiefenbach-Oberlaufes Rößbach an, weiter östlich fließen jenseits der Wasserscheide, die der Trasse der K 1814 folgt, andere kleinere Bäche zur Rot. Im Osten konkurriert bei Altfürstenhütte ein kleiner Zufluss zur Rot, im Südosten der Rot-Zufluss Großerlacher Bach. Im Süden der Schwarzjurakuppe entwässert der (Sulzbacher) Fischbach mit seinen Zuflüssen zur Murr, in deren Südwesten der Spiegelberger Dentelbach mit den seinen zur „Spiegelberger“ Lauter.
Das Bachtal ist, von Böhringsweiler schon in der Rot-Aue abgesehen, völlig unbesiedelt. Die übrige Besiedlung im Einzugsgebiet besteht aus wenigen Gehöften auf der Wasserscheide im Norden und den nordwestlichen hangnahen Ortsteilen der Weiler Neu- und Altfürstenhütte. Der waldreiche Oberlauf gehört zur Gemeinde Spiegelberg, am Zufluss des Kohlbachs tritt der Bach auf die Gemarkung der Gemeinde Großerlach über, zu der alle erwähnten Siedlungsplätze gehören.

## Zuflüsse
aufgelistet von der Quelle zur Mündung, ein Zufluss höherer Ordnung ist unter dem aufnehmenden Gewässer eingerückt. Nach LUBW-FG10 und TK25.
- Gabelesbach, von links, 0,6 km
- Greutbach, von links, 0,6 km
- Pflanzschulbach, von rechts, 0,6 km
- Schloßweidenbach, von links, 0,6 km
- Kuhstallbach, von rechts, 0,6 km
- Kohlbach, von rechts, 1,5 km

- Oberer Kohlbach, von rechts, 0,5 km